# Krog, Murska Sobota
Krog (madžarsko Korong, nemško Kroth, prekmursko Kroug) je gručasto obmestno naselje na Ravenskem na levem bregu Mure med potokoma Dobel na severu in Mokoš na jugu v Občini Murska Sobota.
V okolici Kroga (ob potoku Doblu) so ohranjeni sledovi antičnega naselja in druge najdbe.

## Prireditve
Leta  1969 Borovo gostüvanje.